# Selidosema subfimbriata
Selidosema subfimbriata là một loài bướm đêm trong họ Geometridae.